# Scartamento iberico

La rete ferroviaria spagnola.
In rosso, la rete a scartamento iberico (1668 mm).
In blu, la rete a scartamento internazionale (1435 mm).
In verde, la rete a scartamento metrico (1000 mm).

Lo scartamento ferroviario iberico (in spagnolo: ancho ibérico o trocha ibérica; in catalano: ample ibèric; in portoghese: bitola ibérica) è uno scartamento di 1668 mm, ampiamente utilizzato dalle ferrovie di Spagna e Portogallo.
Come stabilito definitivamente nel 1955, lo scartamento iberico è un compromesso tra gli scartamenti simili, ma leggermente diversi, adottati come rispettivi standard nazionali in Spagna e Portogallo nella metà del XIX secolo. Le principali reti ferroviarie della Spagna furono inizialmente costruite con uno scartamento di 1672 mm corrispondenti a sei piedi castigliani. Quelle del Portogallo furono invece costruite con uno scartamento di 1435 mm  e successivamente con uno scartamento di 1664 mm corrispondenti a cinque piedi portoghesi, sufficienti per consentire l'interoperabilità con la rete ferroviaria spagnola.
Dall'inizio degli anni 1990 in Spagna sono state costruite nuove linee passeggeri ad alta velocità con lo scartamento standard internazionale di 1435 mm, per consentire a queste linee di collegarsi alla rete europea ad alta velocità. Sebbene i 22 km da Tardienta a Huesca (parte di una diramazione della linea ad alta velocità Madrid-Barcellona) siano stati ricostruiti come scartamento misto iberico e normale, in generale lo scambio tra i due scartamenti avviene in officine opportunamente attrezzate per la modifica delle carreggiate dei singoli vagoni e locomotori.

## Storia
La decisione di adottare uno scartamento più largo di quello normale fu dovuto alla necessità di dare ai treni una base più ampia per meglio far fronte al terreno accidentato della Penisola iberica e non dall'esigenza di difendersi da possibili invasioni provenienti dalla Francia.